# Девід Сабатіні
Девід Марсело Сабатіні (англ. David Marcelo Sabatini, нар. 27 січня 1968, Вестчестер, США) — американський молекулярний біолог, професор біології в Массачусетському технологічному інституті та Інституту біомедичних досліджень Вайтгеда. Відомий своїми дослідженнями в галузі клітинної сигналізації та метаболізму раку, зокрема відкриття та вивчення mTOR, протеїнкінази, яка є важливим регулятором росту клітин та організму, що знижується при прогресуванні раку, цукровому діабеті, а також процесі старіння.

## Нагороди та визнання
- 2008: дослідник Медичного інституту Говарда Г'юза[en]
- 2009: Премія Поля Марка з дослідження раку[en]
- 2014: премія Премія Національної Академії наук з молекулярної біології[en]
- 2016: член Національної Академії Наук США
- 2016: Thomson Reuters Citation Laureates[4]
- 2017: Премія Лур'є у біомедицині[en]
- 2017: Премія Діксона з медицини[de]
- 2019: Премія Луїзи Гросс-Горвіц
- 2019: BBVA Foundation Frontiers of Knowledge Awards
- 2020: Шеберзька премія[en]
- 2020: Премія Неммерса з медицини[de]